# Normanna Strait
Normanna Strait är ett sund i Antarktis. Det ligger i Sydorkneyöarna. Argentina och Storbritannien gör anspråk på området.